# صيدناني طويل الأذن
صيدناني طويل الأذن (الاسم العلمي: Tamias quadrimaculatus) (بالإنجليزية: Long-eared Chipmunk)‏ هو نوع من الحيوانات يتبع جنس الصيدناني من الفصيلة السنجابية.